# Musée régional d'Art contemporain Occitanie
Ne doit pas être confondu avec Centre régional d'art contemporain Occitanie (Sète).
Le musée régional d'art contemporain Occitanie (Mrac), est un musée créée en 1991 dans la ville de Sérignan, dans le département de l'Hérault. Il présente sur 3200 m² des expositions temporaires et une collection permanente, et soutient des artistes français et internationaux.
Le musée, inauguré en septembre 2006 et géré par la région Occitanie depuis 2010, est installé dans une ancienne cave viticole. Le parcours de visite comprend un cabinet d'arts graphiques, des espaces d'exposition.

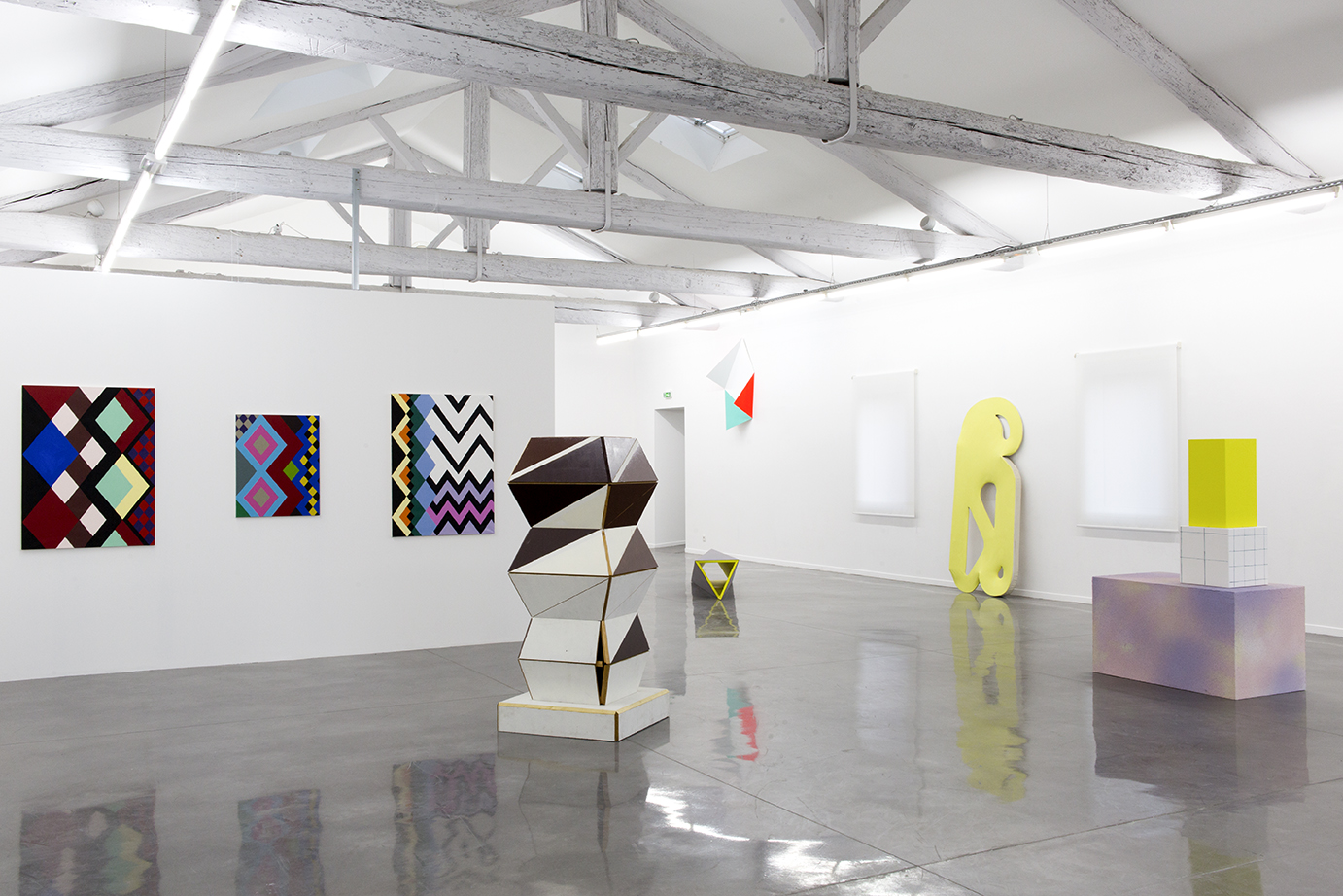
Flatland / Abstractions narratives #1, vue de l’exposition au Mrac Occitanie, Sérignan, du 6 novembre 2016 au 19 février 2017.

## Historique
L'espace d’art contemporain est créé en 1991 et prend le nom de Gustave Fayet, collectionneur et soutien d'artistes comme Paul Gauguin et Odilon Redon. Le musée est agrandi en 1997 et sa superficie passe de 200 m2 à environ 600 m2. L'espace accueille alors quatre à cinq expositions annuelles.
En 2006, la mairie crée en extension de l'espace le musée de Sérignan. L'ensemble gagne alors plus de 2 000 m2 de surfaces. Le musée de Sérignan devient le musée régional d'art contemporain Languedoc-Roussillon le 1er janvier 2010.
```
Un espace d'exposition supplémentaire de plus de 
500 
m
2
 est alors ouvert
[
2
]
.
```

Après onze années passées à Sérignan, sa directrice, Hélène Audiffren quitte le musée en juillet 2014. Sandra Patron lui succède à l'automne suivant. En 2015, la collection compte environ 450 œuvres.
En octobre 2015, Sandra Patron annonce officiellement un second agrandissement de 450 m² du musée, permettant d'augmenter la surface d'exposition, aménager des réserves et réaménager la librairie. À l'instar de Daniel Buren dans le bâtiment principal, l'artiste Bruno Peinado a été invité à penser une œuvre in situ pour ce nouvel espace. Cette œuvre intitulée Il faut reconstruire l’Hacienda a été installée de façon permanente sur la façade du bâtiment de la Poste pour faire le lien avec le bâtiment initial, tout en proposant une interaction avec l’œuvre de Daniel Buren, apposée sur l’ensemble des parties vitrées du musée initial, et la grande fresque en céramique de l’artiste islandais Erró. 2016 a été l'année d'un nouveau développement pour le Mrac avec l'inauguration le 20 mai 2016 d'une extension du musée. Ce projet permet d'offrir de nouveaux espaces pour les collections et les expositions temporaires ainsi que des réserves et des espaces d'accueil repensés et renouvelés.

## Notes et références

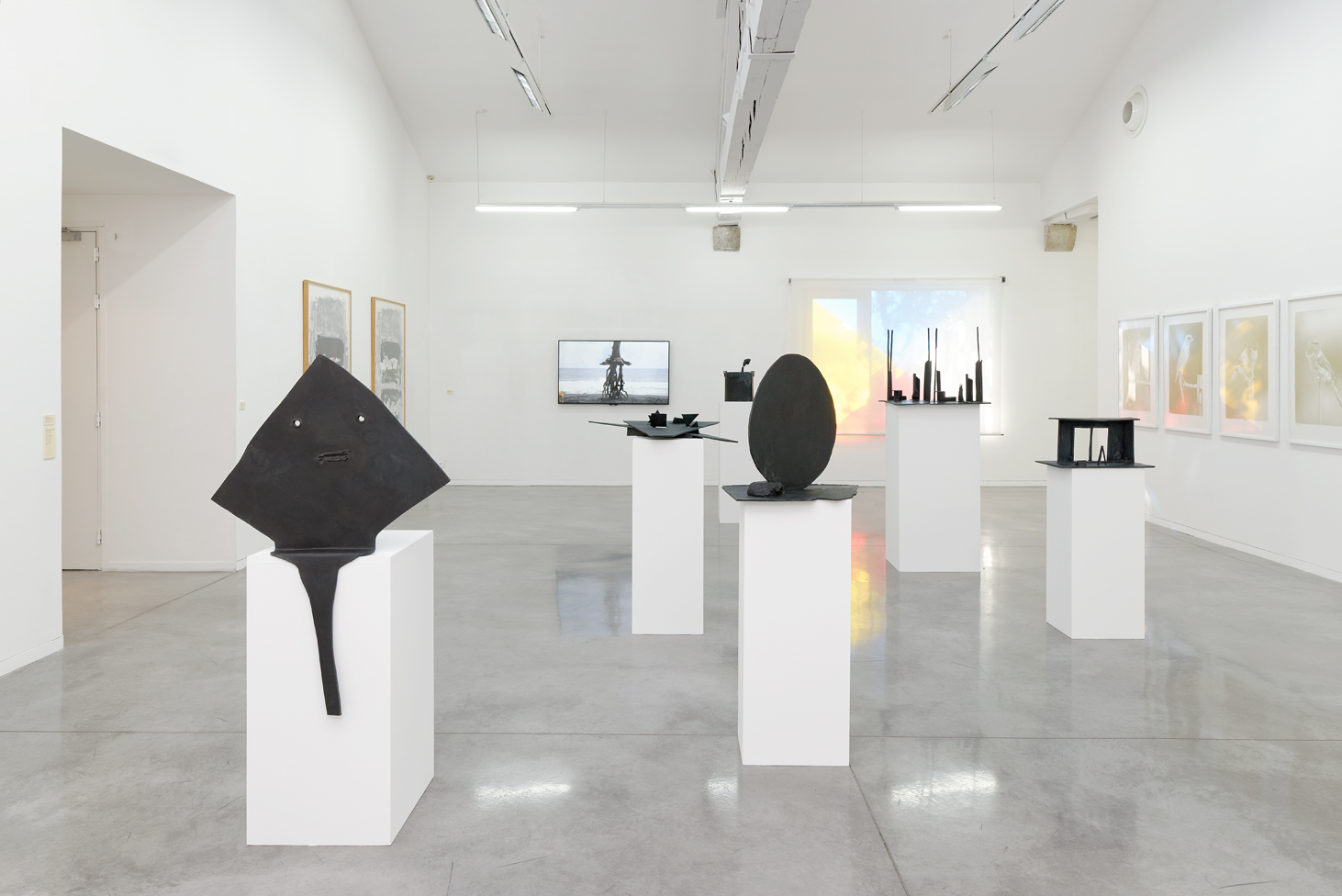
"La Promenade, une balade dans le dépôt long du Cnap". Vue de l’exposition au Mrac Occitanie, Sérignan, du 21 mai 2016 au 19 février 2017.

## Photos

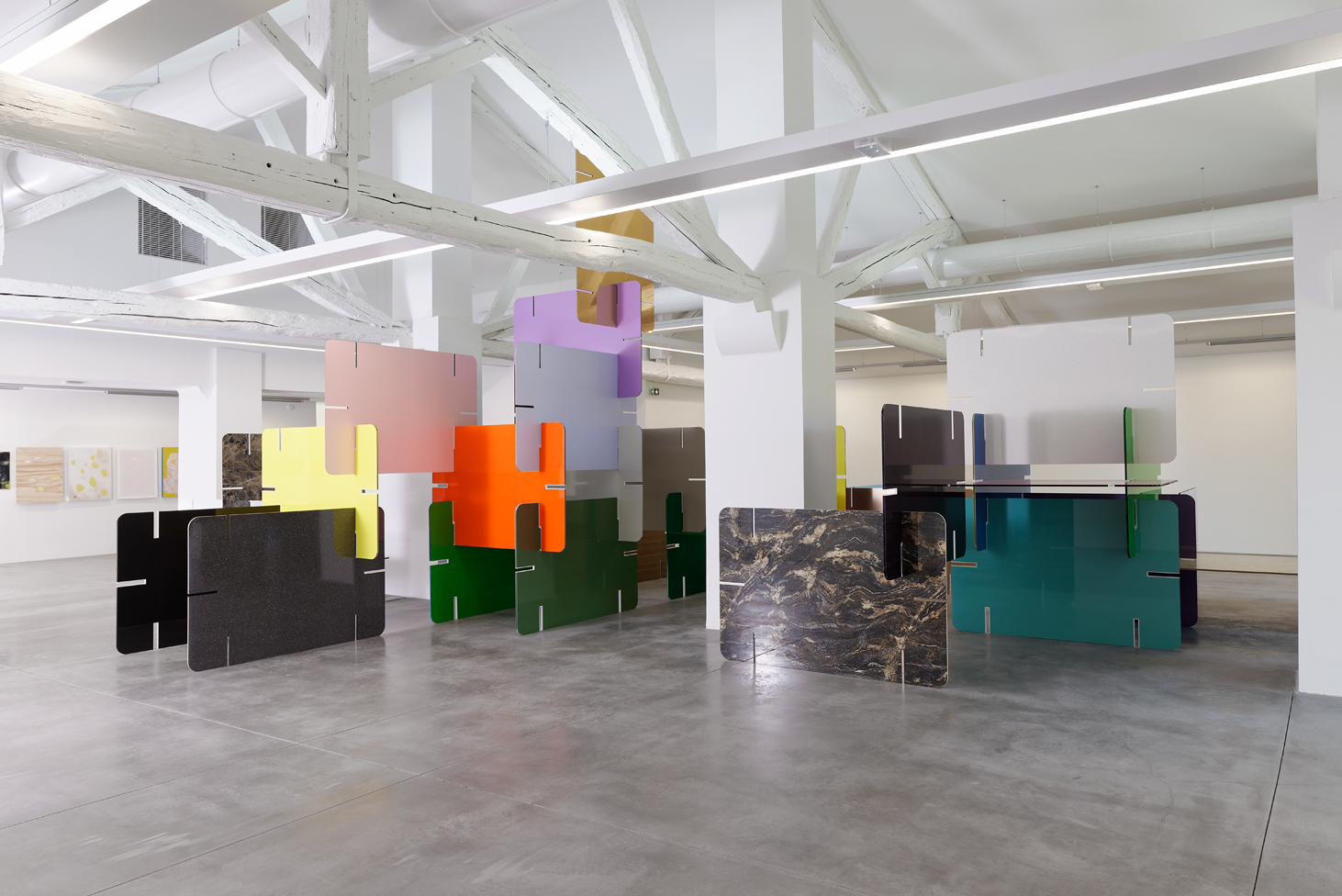
Bruno Peinado, Il faut reconstruire l’Hacienda, vue de l’exposition au Mrac Occitanie-Pyrénées-Méditerranée, Sérignan, du 21 mai au 16 octobre 2016.

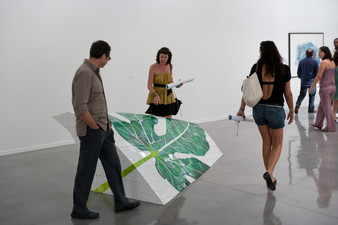
Exposition d'art contemporain au MRAC
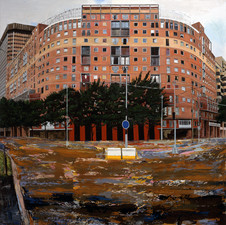
Exposition d'art contemporain au MRAC